# Бенжаман Фуль
Бенжаман Фуль (фр. Benjamin Fall; 3 березня 1989,Лангон) — французький регбіст, який почавши від 2014 року грає за команду Монпельє Еро, бере участь у Топ 14. Бенжаман грає на позиції: крило.

## Спортивна кар'єра
Фуль був гравцем збірної Франції, коли ті у 2008 році взяли участь у Чемпіонаті світу. Тоді, цей юнак зіграв в 4 матчах, де здобув для Франції 2 голи. Перед тим, як перенестись до Авірон Байонне в 2008 році, Фуль зіграв 12 матчів за команду Бордо-Бегль у 2007—2008 сезоні чемпіонату Про Д2 (здобув 3 бали).
Його було включено до національної збірної Франції після його виступів у Топ 14. Там він взяв участь у Осінніх міжнародних матчів 2009. Окрім цього, Фуль змагався за збірну Франції і у Турнірі шести націй 2010 проти збірної Шотландії.
В сезоні 2010—2011 , Бенжаман змагався за команду Рейсінг 92, проте від 2014 року, Фолл грає за клубМонпельє Еро.

## Досягнення
Європейський кубок з регбі
- Переможець: 2016